# ليلي دينيز
ليلي دينيز (بالبرتغالية: Leila Diniz‏) هي ممثلة برازيلية، ولدت في 25 مارس 1945 في نيتيروي في البرازيل، وتوفيت في 14 يونيو 1972 في نيودلهي في الهند. من الجوائز التي نالتها وسام الاستحقاق الثقافي ‏ سنة 2011.

## جوائز
- وسام الاستحقاق الثقافي [الإنجليزية]‏ (2011)

## وصلات خارجية
- ليلي دينيز على موقع IMDb (الإنجليزية)
- ليلي دينيز على موقع ألو سيني (الفرنسية)
- ليلي دينيز على موقع ميوزك برينز (الإنجليزية)
- ليلي دينيز على موقع تيرنر كلاسيك موفيز (الإنجليزية)
- ليلي دينيز على موقع أول موفي (الإنجليزية)
- ليلي دينيز على موقع قاعدة بيانات الفيلم (الإنجليزية)
- ليلي دينيز على موقع كينوبويسك (الروسية)